# Levande Bibeln
Levande Bibeln är en översättning av den engelska parafrasen Living Bible, vars upphovsman är Kenneth N. Taylor. Nya Testamentet kom ut på svenska 1974, hela Bibeln 1977. Texten har översatts "tanke för tanke" mer än ord för ord och ambitionen har varit att skapa ett vardagligt flytande språk. Även en version med noter och sidomaterial har getts ut under namnet "Handbok för livet".